# 베를린 시가전
베를린 시가전(한국 한자: -市街戰, 영어: Battle of Berlin)은 베를린 전투의 마지막 전투 중 하나로, 1945년 4월 19일부터 1945년 5월 2일까지 이어졌다. 이 전투로 유럽 전구의 주요 전투가 끝나게 되었다.
1945년 4월 20일 붉은 군대는 오데르-나이세 공세를 마친 뒤 베를린을 포위할 준비를 마쳤다. 제1벨라루스전선군 소속 제79소총군단의 포병 부대가 베를린 시내를 향해 포격을 가하기 시작했고, 붉은 군대의 주요 군대는 세 방향으로 베를린을 향해 진격했다. 4월 23일부터 바실리 추이코프의 군대가 베를린 교외의 슈프레강을 건너면서 베를린을 향한 공격이 시작되었다. 한편 베를린에 대한 포위는 4월 25일 완료되었고, 붉은 군대는 4월 26일부터 베를린 시가로 진입해 독일군과 치열한 시가전을 벌였다. 4월 30일 아돌프 히틀러가 벙커에서 자살하였음에도 불구하고 독일군은 항전을 이어갔지만, 5월 2일 국가의회 의사당에 소련의 깃발이 걸리면서 공식적인 전투는 모두 끝나게 되었다.
5월 7일 독일군은 연합국에 항복하였지만, 소련군은 이를 인정하지 않았기에 5월 8일 독일군은 소련군에 별도의 항복을 하게 되었다. 베를린은 내무인민위원부 국장 라브렌티 베리야의 지도 하에 소련 군정을 받게 되었지만 이후 1945년 11월 베를린 선언에 의해 미국, 영국, 프랑스, 소련이 분할해서 통치하게 되었다.

## 배경
베를린이 붉은 군대의 목표가 된 것에는 다양한 배경이 있었다. 2002년 앤터니 비버의 저작 <베를린 함락 1945>에 따르면 스탈린은 클라우스 푹스를 통해 맨해튼 프로젝트를 알고 있었고 베를린 내 원자력 연구시설의 우라늄과 관련 설비들, 그리고 베를린 서남쪽 달렘에 있는 카이저 빌헬름 연구소를 확보하기 위해 베를린을 목표로 삼았다. 병사들의 강력한 동기도 한 몫 했는데, 붉은 군대의 병사들은 독일 본토를 공격할 수 있는 기회를 얻은 것에 열광했다. 서방 연합국과 소련 사이의 미묘한 갈등도 베를린이 목표로 설정된 원인이었는데, 러시아 측 자료에 따르면 서방 연합군과 소련군 사이의 경계는 베를린으로부터 150km 떨어진 지역이었지만 윈스턴 처칠을 비롯한 서방 연합국 지도자들은 붉은 군대를 물리치고 베를린을 점령하려고 했다. 앤터니 비버는 이것이 스탈린이 베를린을 점령하기 위해 게오르기 주코프와 이반 코네프를 경쟁시키고자 정보를 조작했을 지도 모른다는 가능성을 제시했다.
1944년 바그라티온 작전을 성공적으로 끝낸 후 붉은 군대는 비스와강과 바르샤바에 도달할 수 있었고, 소련군 부대들이 베를린을 공격할 수 있는 거리에 배치되어 나치 독일군의 종심을 타격 가능하게 되었다. 1945년 1월 12일부터 붉은 군대는 네레프강을 건너 바르샤바에서 비스와-오데르 공세를 개시했고 4개의 전선군을 하나의 큰 전선군으로 통합했다.

## 같이 보기
- 0시 (1945년)
- 유럽의 제2차 세계 대전 종전

### 내용주
1. ↑  베를린 군구 내 45,000명의 병사 중 대부분은 젤로고지 전투에 참여한 제56기갑군단 병사가 대부분이었다.[1]
2. ↑  베를린 시가전을 포함하는 베를린 공방전이 끝난 5월 2일 이후에도 산발적으로 유럽 각지에서 전투가 이어진 곳이 있었다. 텍셀 반란의 경우 5월 20일 끝났고, 유고슬라비아에서는 5월 10일부터 5월 25일까지 젤렌고라, 오차크, 플랴나 등지에서 파르티잔과 추축군 부대 사이에 전투가 벌어졌다. 붉은 군대가 유럽에서 마지막으로 전투를 벌인 곳은 프라하로, 1945년 5월 11일에 프라하 공세가 끝났다.

### 참조주
1. 1 2  Beevor 2002, 287쪽.
2. ↑  (Russian Book) Балашов К. «Всемирная История Войн», стр. 405
3. ↑  Antill 2005, 85쪽.
4. 1 2  Beevor 2002.
5. ↑  HUA-CD 2600 Chartié Dir,421-424
6. ↑  Коллектив авторов. История Второй мировой войны. 1939—1945. Том десятый. — М.: Воениздат, 1979
7. ↑  Watt 2008, 670쪽.
8. ↑  Hastings 2004, 295쪽.